# Trường Đại học Bạc Liêu
Trường Đại học Bạc Liêu (tiếng Anh: Bac Lieu University, viết tắt: BLU) là trường đại học công lập đa ngành trực thuộc Ủy ban Nhân dân tỉnh Cà Mau (trước đó là tỉnh Bạc Liêu), giữ vai trò là trung tâm đào tạo nguồn nhân lực, nghiên cứu khoa học và chuyển giao công nghệ trọng điểm của tỉnh.
Trường được thành lập vào năm 2006 trên cơ sở hợp nhất Trường Cao đẳng Sư phạm Bạc Liêu và Trung tâm Giáo dục thường xuyên tỉnh, với định hướng đào tạo các lĩnh vực thế mạnh của vùng như nông nghiệp – thủy sản, kinh tế và sư phạm.

## Lịch sử
Trường Đại học Bạc Liêu được thành lập theo Quyết định số 1558/QĐ-TT ngày 24/11/2006 của Thủ tướng Chính phủ, nhằm mục tiêu đào tạo nguồn nhân lực phục vụ cho sự nghiệp phát triển kinh tế - xã hội không chỉ của tỉnh Bạc Liêu mà còn cho cả khu vực Bán đảo Cà Mau với các nhiệm vụ chính là:
1. Đào tạo, bồi dưỡng nguồn nhân lực có trình độ đại học, cao đẳng.
2. Liên kết đào tạo đại học, sau đại học.
3. Nghiên cứu khoa học và chuyển giao công nghệ.

Trường có 2 cơ sở tọa lạc trên địa bàn phường Bạc Liêu, tỉnh Cà Mau với tổng diện tích vỏn vẹn 5 héc-ta.
Cơ sở 1: Số 178 Đường Võ Thị Sáu, phường Bạc Liêu
Cơ sở 2: Số 112 Đường Lê Duẩn, phường Bạc Liêu
Cơ sở vật chất của trường không ngừng được đầu tư nâng cấp, trang thiết bị mới và đồng bộ với các giảng đường, phòng học khang trang, trang bị các phương tiện nghe nhìn hiện đại, giáo trình, tài liệu tham khảo, Thư viện điện tử, các phòng máy tính, phòng thực hành, thí nghiệm đáp ứng được yêu cầu đào tạo và nghiên cứu khoa học.
Trường hiện có 18 đơn vị trực thuộc Ban giám hiệu. Trong đó gồm 8 phòng: Phòng Tổ chức - cán bộ, Phòng Hành chính - Quản trị, Phòng Kế hoạch – Tài chính, Phòng Đào tạo, Phòng Công tác Chính trị và Quản lý sinh viên, Phòng Quản lý Khoa học, Phòng Hợp tác quốc tế; Phòng Thanh tra - Pháp chế.
Ngoài tuyển sinh hệ Đại học chính quy, trường có tuyển sinh hệ Đại học chính quy văn bằng 2.

## Tổ chức
Tính đến tháng 1 năm 2017, trường có 215 giảng viên. Trong đó có 1 phó giáo sư, 15 tiến sĩ, 137 thạc sĩ và 62 giảng viên có trình độ đại học.
Hiệu trưởng
- TS Đào Hoàng Nam (2006 - 2015)
- TS Trần Văn Chiêu (2015 - 2019)
- PGS TS Từ Diệp Công Thành (từ 2019)

Phó Hiệu trưởng
- TS Võ Hoàng Khiêm (Bí thư Đảng ủy)
- TS Trần Mạnh Hùng

Khoa & Tổ bộ môn
- Khoa Nông nghiệp
- Khoa Công nghệ thông tin
- Khoa Sư phạm
- Khoa Kinh tế - Luật
- Bộ môn Lý luận chính trị
- Bộ môn Giáo dục thể chất - Quốc phòng

Ngoài ra, trường còn có Trung tâm thông tin thư viện, Trung tâm tin học - ngoại ngữ, Cơ sở thực hành sư phạm mầm non.

## Chất lượng đào tạo
Theo bảng xếp hạng uniRank năm 2019, Đại học Bạc Liêu xếp hạng 63 trên tổng số 67 trường ở Việt Nam và xếp hạng 11128 toàn thế giới.
Còn theo bảng xếp hạng Webometrics, Đại học Bạc Liêu xếp hạng 125 trên tổng số 174 ở Việt Nam.
| Năm  | Đúng ngành | Không đúng ngành | Liên quan tới ngành đào tạo | Tỉ lệ có việc làm sau khi ra trường |
| ---- | ---------- | ---------------- | --------------------------- | ----------------------------------- |
| 2019 | 49%        | 40%              | 11%                         | 75% (trên số 86% được khảo sát)     |